# Horst Hannig
Horst Hannig (13 de novembro de 1921 - 15 de maio de 1943) foi um oficial alemão que serviu na Luftwaffe durante a Segunda Guerra Mundial. Foi condecorado com a Cruz de Cavaleiro da Cruz de Ferro com Folhas de Carvalho.

## Condecorações
| Cruz de Ferro (1939) 2ª Classe                                   | 17 de julho de 1941    |
| Cruz de Ferro (1939) 1ª Classe                                   | setembro de 1941       |
| Troféu de Honra da Luftwaffe                                     | 15 de setembro de 1941 |
| Cruz Germânica em Ouro                                           | 24 de novembro de 1941 |
| Cruz de Cavaleiro da Cruz de Ferro                               | 9 de maio de 1942      |
| Cruz de Cavaleiro da Cruz de Ferro com Folhas de Carvalho nº 364 | 3 de janeiro de 1944   |